# الخميس (أنجرة)
الخميس هي إحدى مشيخات المملكة المغربية، تتبع جغرافيا لإقليم الفحص أنجرة وإداريًا لأنجرة. يقدر عدد سكانها بـ 8394 نسمة حسب الإحصاء الرسمي للسكان والسكنى لسنة 2004.